# Charles Normand (historien)
Pour les articles homonymes, voir Charles Normand (homonymie) et Normand (homonymie).
Charles Nicolas Normand est un architecte, historien de l'art et du patrimoine parisien, et archéologue français, né à Paris le 9 septembre 1858 et mort à Paris 4e le 24 avril 1934.

## Biographie
Il a fait ses études à l'école des beaux-arts de Paris entre 1877 et 1883, élève d'Adolphe-François Marie Jaÿ.
Il a fondé la Société des amis des monuments parisiens et a été directeur de son bulletin entre 1884 et 1901. Il fonde en 1887 la revue L'Ami des monuments, qui devient en 1890 L'Ami des monuments et des arts jusqu'en 1913.
Il a fait plusieurs voyages entre 1888 et 1890 en Grèce, à Épidaure, Métaponte et Athènes, lui permettant de publier des études sur Métaponte, le Parthenon inconnu et l'Acropole avant sa destruction par les Perses avec essai de restitution de l'Acropole archaïque d'Athènes d'après les résultats des fouilles
Depuis sa création en 1897, il est membre de la Commission du Vieux Paris, jusqu'en 1917.
Il est secrétaire général du Comité d'organisation du Congrès international pour la protection des monuments et des œuvres d'art de Paris, en 1889. Il participe au premier Congrès international d'art public à Bruxelles, en 1898.
Dans le cadre du deuxième Congrès international d'art public de Paris, en 1900, il est directeur de l'exposition municipale de maquettes « Paris – Parallèle ancien et moderne » de la Ville de Paris.
Il représente la Ville de Paris au Congrès international d'archéologie d'Athènes, en 1905, et il participe au troisième Congrès international d'art public à Liège.
Il collabore en 1907 de l'Institut international d'art public. Il fait des fouilles à Alise-Sainte-Reine entre 1907-1908.
En 1909, il a créé un musée du « Contre-Vandalisme » dans l'hôtel de Sully.
Entre 1911 et 1914, il est membre de la Commission des perspectives monumentales de l'État créée en 1909 auprès du sous-secrétariat d'État aux beaux-arts.
Il a été membre de nombreuses commissions. Par ses nombreuses publications, il a été une personnalité parisienne du patrimoine monumental et a lutté pour sa sauvegarde et contre le vandalisme.
Il meurt le 24 avril 1934 à Paris et est enterré au cimetière du Père-Lachaise (58e division).

## Famille
Charles Normand est le fils aîné d'Alfred-Nicolas Normand (1822-1909), architecte à Paris, et de Franziska Catherine Hélène Reinganum, et le frère de Paul Louis Robert Nicolas Normand (1861-1945), architecte.

## Publications

### DansL'Ami des monuments et arts parisiens et français
Directeur de cette revue, il y a publié de nombreux articles :
- Le Château-Neuf détruit de Saint-Germain-en-Laye, p. 39-67, 73-92, 95, 105-112, 197-198, 307-325, 405, dans L'Ami des monuments et arts parisiens et français, 1895, tome 9 (lire en ligne), p. 168-174, 341-354, 1896, tome 10 (lire en ligne), p. 7, 86-122, 1898, tome 11 (lire en ligne), p. 256, 374-375, 1901, tome 15 (lire en ligne)
- L'église inconnue de la Madeleine. Un dessin inédit de Contant d'Ivry, p. 67-69, dans L'Ami des monuments et arts parisiens et français, 1901, tome 15 (lire en ligne)
- Plan des ouvrages d'investissement autour de l'oppidum gaulois d'Alésia d'après le plan de Napoléon III, p. 310-311, , dans L'Ami des monuments et arts parisiens et français, 1907, tome 21 (lire en ligne)